# Ravine Douce
Die Ravine Douce (dt.: „Weicher Bach“) ist ein kurzer Fluss an der Westküste der Karibikinsel St. Lucia.

## Geographie
Der Fluss entspringt im Westen der Insel im Gebiet von Morne Ciseaux im Quarters Anse-la-Raye. Er verläuft von den Hängen bei Morne Ciseaux nach Westen und mündet bei Bois D’Inde mit der Bois d’Inde Ravine zusammen und bildet die Ravine Derrière Lagoon, welche am Südrand des Tales des Roseau River bis Pilori Point verläuft, wo er durch eine Schotterbarriere in die Roseau Bay versickert.